# Ptaki (powiat łomżyński)
Ptaki – wieś w Polsce położona w województwie podlaskim, w powiecie łomżyńskim, w gminie Nowogród.
Wierni kościoła rzymskokatolickiego należą do parafii Narodzenia Najświętszej Maryi Panny w Nowogrodzie.
W latach 1954–1968 w granicach Nowogrodu.

## Historia
W latach 1921–1939 wieś leżała w województwie białostockim, w powiecie kolneńskim (od 1932 w powiecie łomżyńskim), w gminie Rogienice.
Według Powszechnego Spisu Ludności z 1921 roku wieś zamieszkiwało 11 osób w 2 budynkach mieszkalnych. Miejscowość należała do parafii rzymskokatolickiej w m. Nowogród. Podlegała pod Sąd Grodzki w Stawiskach i Okręgowy w Łomży; właściwy urząd pocztowy mieścił się w m. Nowogród.
W latach 1975–1998 miejscowość należała administracyjnie do województwa łomżyńskiego.